# Хронология истории Швейцарии
Это хронология истории Швейцарии, включающая важные правовые и территориальные изменения и политические события в Швейцарии и ее государствах-предшественниках. О предыстории этих событий читайте в разделе История Швейцарии.

## 13-й век
| Год  | Дата   | Событие |
| ---- | ------ | --- |
| 1291 | Август | Три Вальдштатта из Ури, Швица и Унтервальдена подписали Федеральную хартию, учреждающую Старую Швейцарскую Конфедерацию, конфедерацию для взаимной защиты и разрешения споров. |

## 14-й век
| Год  | Дата       | Событие |
| ---- | ---------- | --- |
| 1307 | 8 ноября   | Лидеры Ури, Швица и Унтервальдена принесли клятву Рютли, клятву единства и общей защиты, на горе Рютли над Люцернским озером. |
| 1315 | 15 ноября  | Битва при Моргартене. Швейцарские пехотинцы устроили засаду и уничтожили большую часть армии тяжелой кавалерии Габсбургов у озера Эгери.                                                                                                   |
| 1315 | 9 декабря  | После победы при Моргартене Ури, Швиц и Унтервальден подписывают вторую Федеральную хартию, укрепляющую Конфедерацию. |
| 1332 |            | Люцерн подписывает договор о взаимной защите с тремя конфедератами. |
| 1367 | 29 января  | Создание Лиги дома Божьего в кантоне Граубюнден для противостояния епископству Чура и Габсбургов. |
| 1386 | 9 июля     | Битва при Земпахе. Люцерн, Ури, Швиц, Унтервальден и Цюрих наносят решающее поражение армии Габсбургов. Победа начинает превращать Конфедерацию из слабого пакта в единое целое и позволяет расширить территорию бывших земель Габсбургов. |
| 1395 | 14 февраля | Создание Серой Лиги в Граубюндене: аббат аббатства Дисентис, барон Рецюнс и барон Сакс-Мисокс заключают вечный союз. |

## 15-й век
| Год       | Дата      | Событие |
| --------- | --------- | --- |
| 1436      | 30 апреля | Смерть Фридриха VII Тоггенбургского без наследника. Конкурирующие земельные претензии в восточной Швейцарии и западной Австрии привели к Старой Цюрихской войне.                                                    |
| 1436      | 8 июня    | Создание Лиги десяти сообществ в Граубюндене после исчезновения графов Тоггенбургских. |
| 1440—1450 |           | Старая Цюрихская война между Цюрихом и Габсбургами против остальной части Конфедерации за земли Тоггенбурга. В конце войны Цюрих был вынужден расторгнуть союз с Габсбургами и вновь присоединиться к Конфедерации. |

## 16-й век
| Год  | Дата        | Событие                                                                                             |
| ---- | ----------- | --------------------------------------------------------------------------------------------------- |
| 1524 | 23 сентября | Свободное государство Трех лиг образовано из Лиги дома Божьего, Серой Лиги и Лиги десяти сообществ. |

## 17-й век
| Год  | Дата    | Событие |
| ---- | ------- | --- |
| 1648 | Октябрь | Вестфальский договор завершает Тридцатилетнюю войну и содержит специальное положение о Швейцарии, подтверждающее процесс, начатый в 1499 году. Этим договором европейские державы признают Швейцарскую Конфедерацию в качестве независимого государства. |

## 19-й век
| Год  | Дата        | Событие |
| ---- | ----------- | --- |
| 1843 | Июнь        | Первый Schweizerisches Gesangsfest, певческий фестиваль, состоялся в Цюрихе. |
| 1847 | 3 ноября    | Зондербундская война: В разгар политического кризиса войска из Ури, входящего в Зондербунд, отдельный союз католических кантонов Швейцарии, захватили Готардский перевал между северной и южной половинами страны. |
| 1848 | 12 сентября | Была принята новая конституция, учреждающая Швейцарию в качестве федерального государства с двухпалатным Федеральным собранием.                                                                                    |
| 1874 | 19 апреля   | Конституция была пересмотрена, чтобы ввести бесплатное государственное образование и необязательный референдум, а также облегчить гражданам Швейцарии перемещение между кантонами.                                 |
| 1877 | 19 июня     | Ааре затопило, причинив значительный ущерб. |

## 20-й век
| Год  | Дата        | Событие |
| ---- | ----------- | --- |
| 1918 | 30 сентября | Банкиры в Цюрихе вышли на первую в своей истории забастовку на фоне растущих волнений в связи с ростом стоимости жизни. Затем началась местная всеобщая забастовка в поддержку их требования о повышении заработной платы, которая увенчалась успехом. |
| 1920 | 10 января   | Лига Наций, межправительственная организация, созданная для целей коллективной безопасности и международного арбитража, начала свое существование, среди членов-основателей которой была Швейцария.                                                    |
| 1934 |             | Создание номерных банковских счетов, обеспечивая анонимность их владельцев. |
| 1958 | 12 июля     | Правительство Швейцарии объявило о своем намерении разработать и создать ядерный арсенал. |
| 1963 | 6 мая       | Швейцария вступила в Совет Европы — орган, занимающийся продвижением надлежащего управления и прав человека в Европе. |
| 1971 | 7 февраля   | Референдум, предоставляющий женщинам право голоса на федеральных выборах, был одобрен шестьюдесятью шестью процентами голосов. |
| 1978 | 24 сентября | Референдум одобрил отделение франкоязычного кантона Юра от преимущественно немецкоязычного кантона Берн. |

## 21-й век
| Год  | Дата        | Событие |
| ---- | ----------- | --- |
| 2002 | 10 сентября | Швейцария вступила в Организацию Объединенных Наций — межправительственную организацию, деятельность которой направлена на сохранение мира во всем мире и экономическое развитие. |